# Doornakkers
Doornakkers is een wijk in het stadsdeel Tongelre in de Nederlandse stad Eindhoven in de Nederlandse provincie Noord-Brabant. De buurt ligt ten oosten van Eindhoven Centrum, in de wijk Oud-Tongelre. Deze wijk stond op de lijst van 40 probleemwijken van minister Vogelaar. Op 1 januari 2023 telde de wijk 8.485 inwoners, verdeeld over 3.899 woningen, met een gemiddelde WOZ-waarde van € 325.000, op een oppervlakte van 1,7 km². 

## Opbouw

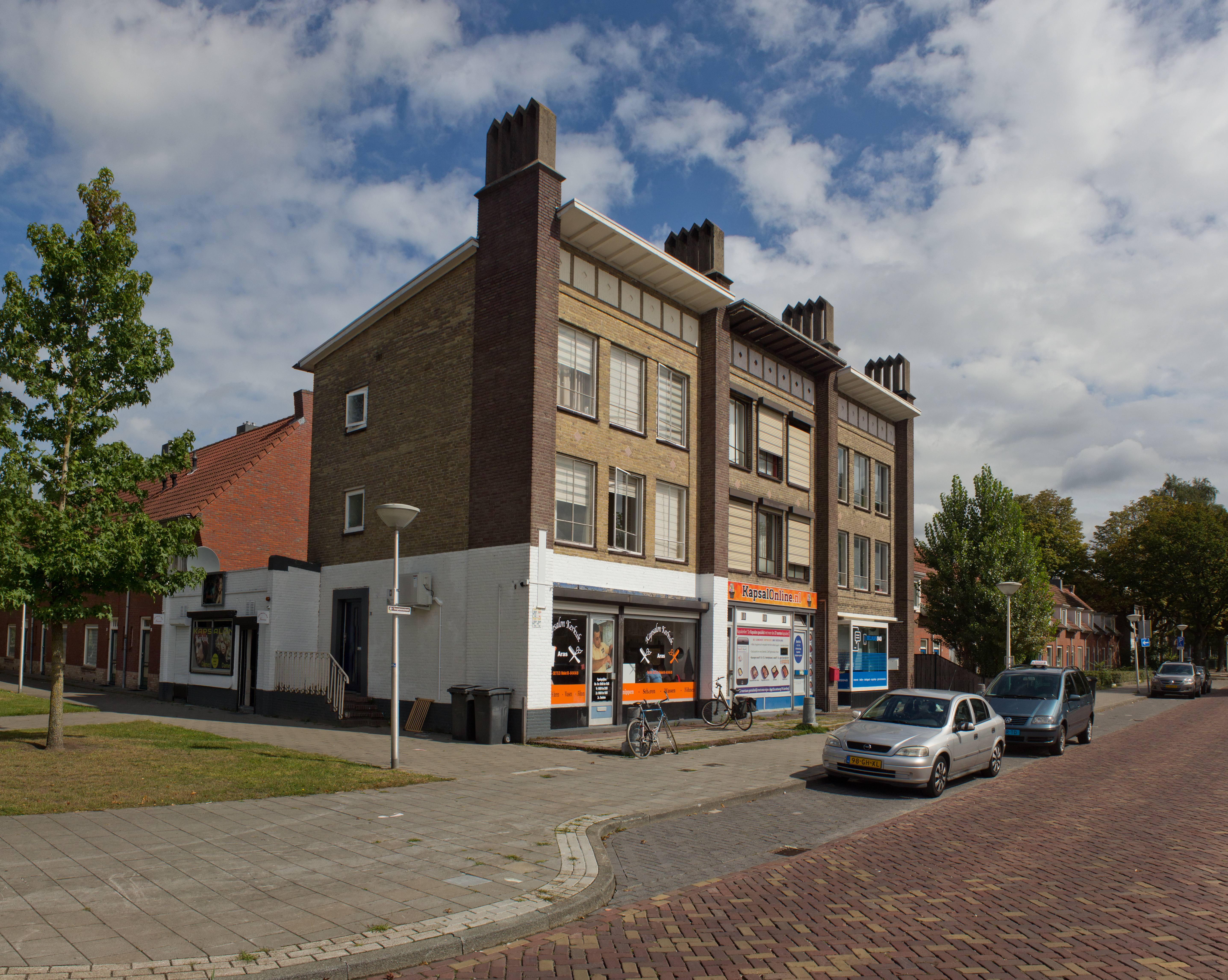
Woon-winkelpand aan de Jan van Riebeecklaan

Doornakkers wordt begrensd door de spoorlijn Eindhoven-Weert, de Jeroen Boschlaan, en het Eindhovensch Kanaal. De wijk is onderverdeeld in Doornakkers-West en Doornakkers-Oost. De grens tussen de twee delen wordt gevormd door de President Steynstraat en de Generaal Bothastraat.
Het eerste plan voor de woonwijk stamt uit het einde van de jaren 1930, losjes gebaseerd op een globaal ontwerp van stedenbouwkundige J.L. de Casseres. Op een klein deel na is de bebouwing echter pas na de Tweede Wereldoorlog tot stand gekomen.
De wijk is opgebouwd langs twee centrale assen die de wijk in oost-westrichting doorsnijden. De bovenste as wordt gevormd door de Paul Krügerlaan en de Jan van Riebeecklaan. De Zuidelijke as wordt gevormd door de Sint Josephlaan. De wijk is tot stand gekomen op basis van een globaal structuurplan waarop enkel de doorgaande straten en blokken voor woningbouw waren aangegeven. Aangezien de wijk stukje bij beetje werd volgebouwd, steeds inspelend op veranderingen in de gebruiksbehoefte door de tijd heen, kreeg deze een sterk gevarieerd karakter.
Ondanks de grotere periode waarin de wijk is volgebouwd, is ze globaal gezien een voorbeeld van een wederopbouwwijk, aangelegd volgens de Wijkgedachte,
Hiërarchisch opgebouwd met de belangrijkste (winkel)bebouwing, scholen, en de inmiddels verdwenen kerk langs de grote verbindingswegen en centrale open gebieden, en omringd door kleinschaligere bebouwing daar omheen. In het noorden wordt de wijk doorkruist door de Tongelresestraat, het enige al vóór 1930 bebouwde deel van de buurt. In het zuiden, langs het Eindhovensch Kanaal, vindt men industrie.

## Oostenrijkse Woningen
Deze woningen zijn in 1950 gebouwd en worden begrensd door het gebied dat gevormd wordt door de driehoek Generaal Bothastraat, Generaal Cronjéstraat en de Herzenbroekenweg.
Deze Oostenrijkse woningen, waren bedoeld voor hogere beambten van Philips. Dit deel van de wijk heeft zijn oorsprong in een transactie die Philips in 1949 sloot met twee Oostenrijkse firma's, waarbij er 400 Oostenrijkse prefab woningen werden geleverd in ruil voor aardappelen en elektrische apparaten van Philips.

## Fotogalerij

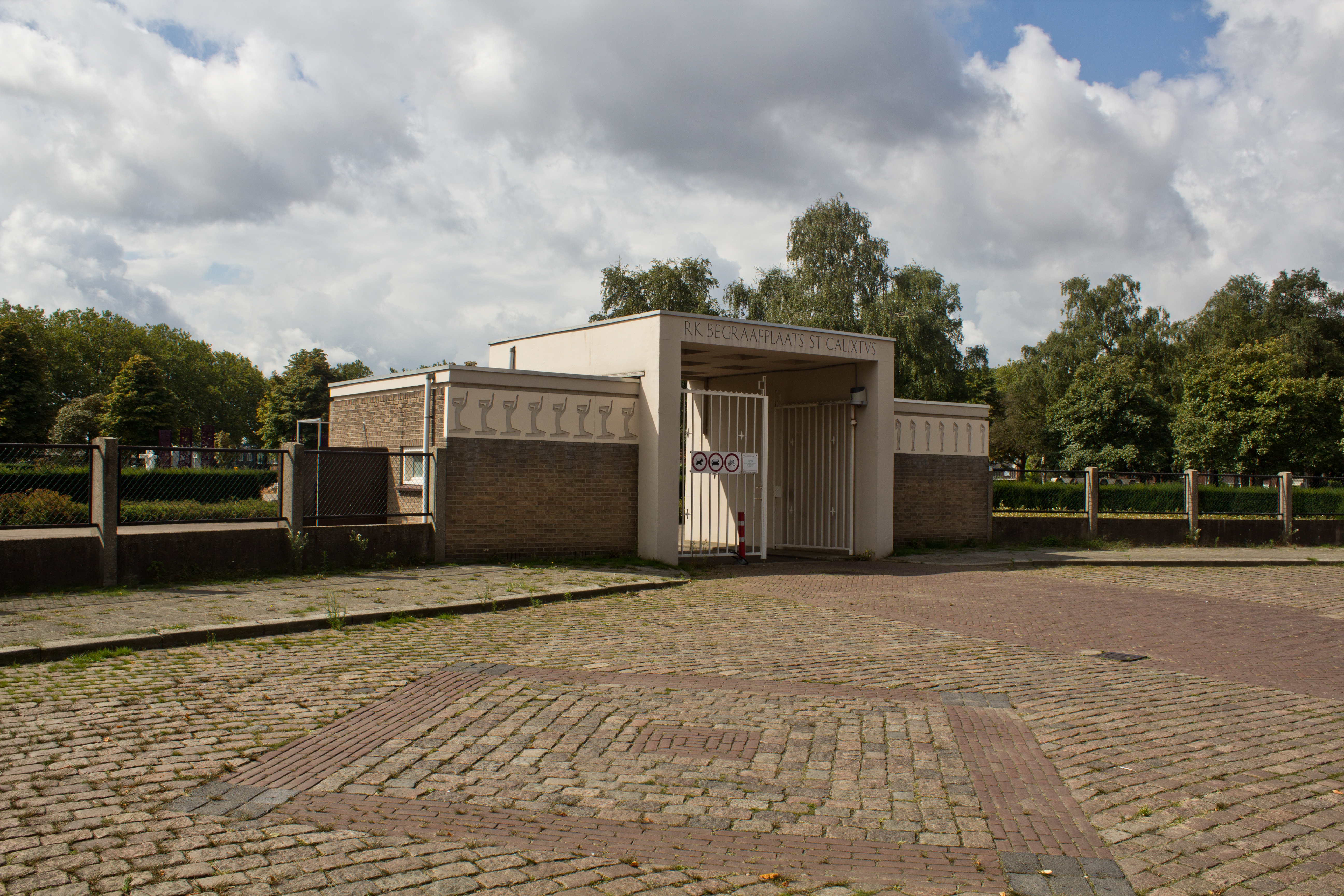
Toegangsgebouw van de Sint-Calixtusbegraafplaats (1959).
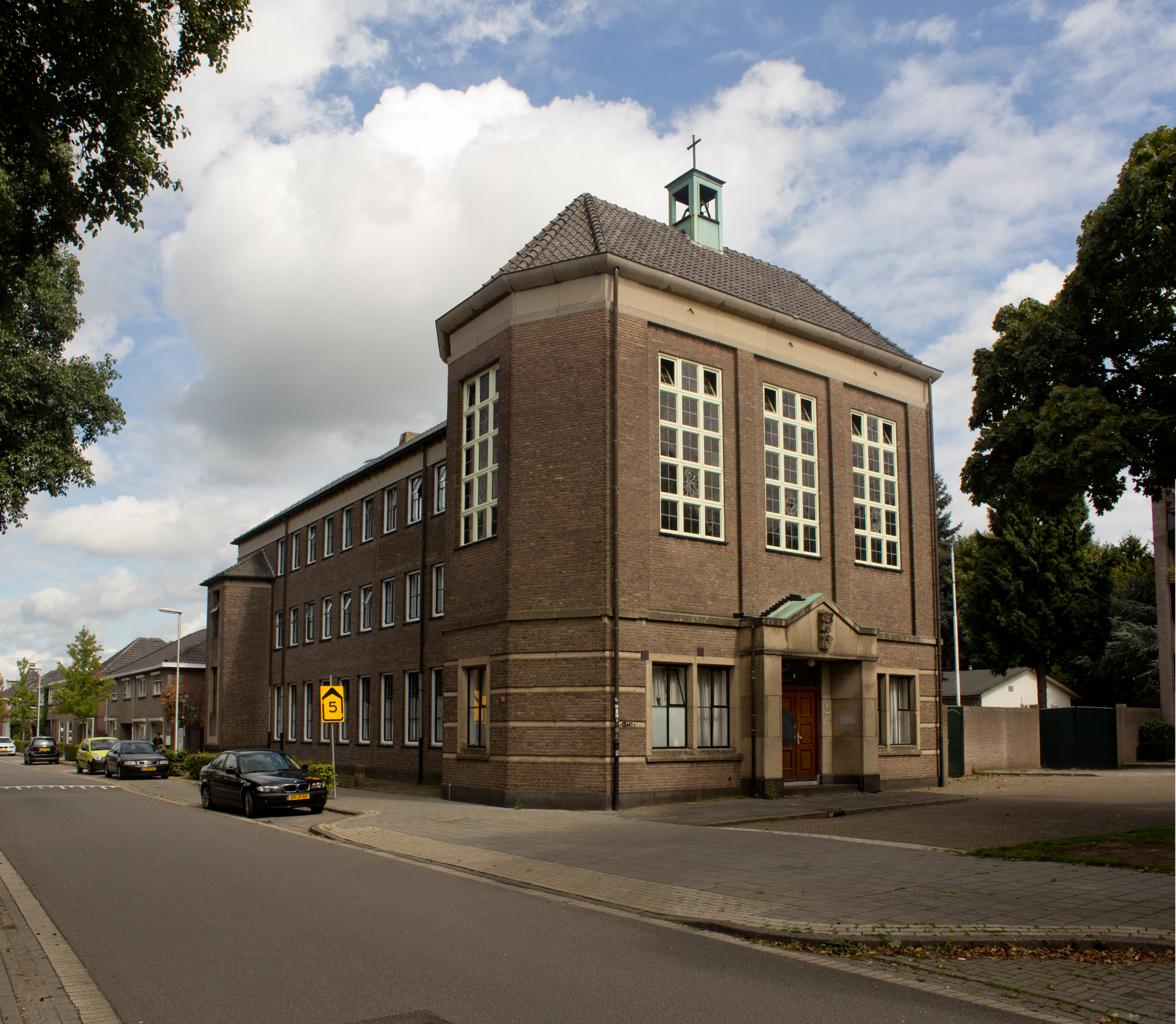
Het Franciscanessenklooster van Heythuysen uit 1955.
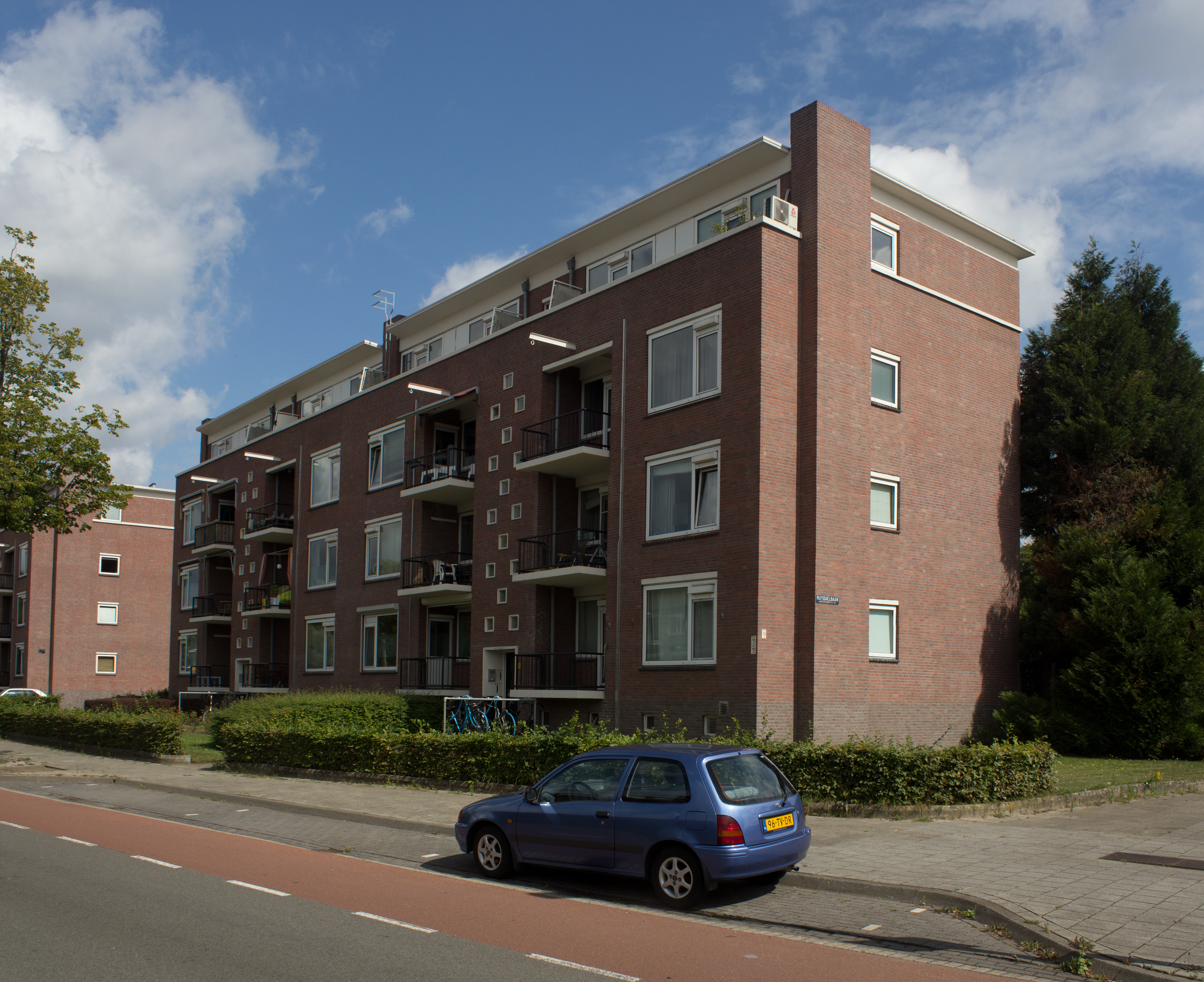
Appartementencomplex aan de Jeroen Boschlaan met vrijgezellenwoningen op de bovenste verdieping.